# Terence van der Loo
Terence van der Loo ('s-Hertogenbosch, circa 1991) is een Nederlands zanger en musicalacteur.

## Biografie
In zijn jeugd nam Van der Loo deel aan het Shotokan Karate-Do International Holland en met dit team nam hij aan enkele Europees- en Wereldkampioenschappen deel. Hij begon met zijn studie aan het MusicalAllFactory en kwam vervolgens terecht op de Fontys Academy of the Arts. In 2014 studeerde af met de opleiding muziektheater en drie later behaalde hij zijn master.
In 2014 kreeg hij zijn eerste hoofdrol in de nieuwe musical Moeder, ik wil bij de Revue. Voor deze rol, en zijn hoofdrol in Een Wintersprookje, ontving Van der Loo in 2015 de Musical Award voor "aanstormend talent". Vervolgens speelde hij in de Nederlandse musical De Marathon en The Addams Family. In 2024 ging hij samen met Vajèn van den Bosch de hoofdrollen spelen in de Duitse productie van Tarzan in Stuttgart.

## Theater
- 2014: Moeder, ik wil bij de Revue - Bob Somers
- 2017: De Marathon - Harry Groteboer
- 2018: The Addams Family - Lucas Beineke
- 2020: Tina: de Tina Turner musical - Roger Davies
- 2022-2023: Dood aan Zee - Sabri
- 2024-: Tarzan - Tarzan